# Land van Herve
Het Land van Herve of Plateau van Herve (Frans: Pays de Herve of Plateau de Herve) is een geografische streek in Wallonië in het noorden van de Belgische provincie Luik. De streek is ongeveer 450 km² groot en vormt onderdeel van de Weidestreek. Het Land van Herve omvat in het noorden ook het oostelijke deel van de Voerstreek, en de zuidoostelijke hoek van Nederlands Limburg (Epen, Vaals). Het grenst in het oosten aan het Hertogenwoud en de Belgische Eifel, in het zuiden aan de Vesder en de Ardennen en in het westen aan de Maasvallei. Het Land van Herve omvat een 15-tal gemeenten waaronder Aubel, Beyne-Heusay, Blegny, Dalhem, Fléron, Herve,  Olne, Pepinster, Plombières, Soumagne, Thimister-Clermont, Visé, Voeren en Welkenraedt. Sinds 2023 werken Plombières, Dalhem en Aubel samen met enkele Nederlandse en Vlaamse gemeentes in het Landschapspark Grenzeloos bocagelandschap.

## Historische geografie

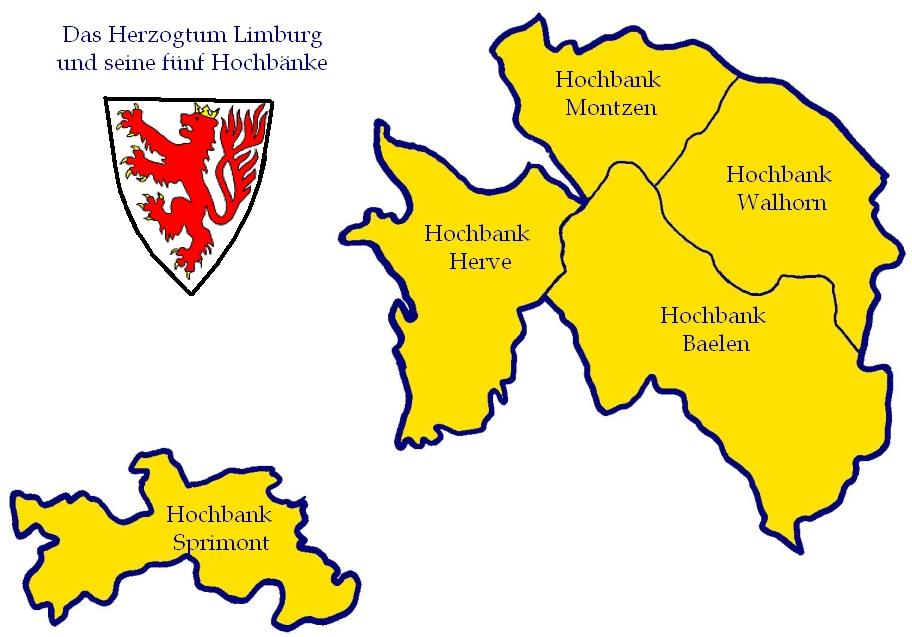
Herve in het Hertogdom Limburg

De naam komt van het stadje Herve in het zuiden van de streek, dat lang de belangrijkste marktplaats was. Historisch behoorde het gebied tot aan de Franse Revolutie enerzijds tot het graafschap Limburg, waarbij Herve de zetel was van een van de vijf rechtbanken (naast Sprimont, Baelen, Montzen en Walhorn), en anderzijds tot het Graafschap Dalhem onder de voogdij van het hertogdom Brabant. Taalgeografisch is het een overgangsgebied waar vele talen naast, samen en door elkaar worden gebruikt (Frans, Waals, Platdiets, Limburgs, Nederlands, Ripuarisch, Duits), met soms grillige administratieve grenzen.

## Geomorfologie
In het Land Van Herve dagzomen (voornamelijk kalkrijke) gesteenten uit het Houiller, het Laat-Devoon en het Krijt. Het wordt in het zuiden begrensd door de breuk van Soiron aan het contact met het Massief van de Vesder. Terwijl de overgang in het landschap naar de Maasvallei in het westen en de Ardennen in het zuiden zeer abrupt is, loopt het reliëf in het noorden veel zachter over naar de geomorfologische streek van de Maasterrassen. De grens tussen beide streken loopt via Barchon, Warsage, Schophem (B.), Noorbeek en Ubachsberg (Ned.).

## Landschappen en bezienswaardigheden
Het Land van Herve is een zeer groen landschap. Het plateau wordt gekenmerkt door lage heuvels van 200 à 350 meter, weinig bos en hoofdzakelijk weiden en boomgaarden omheind door typische hagen. Het hoogste punt van het plateau bevindt zich met 354 meter boven TAW bij de watertoren, even ten westen van Hendrik-Kapelle (Frans: Henri-Chapelle). Naast enige moderne industriegebieden vlak bij de afritten van de snelweg E40 is het vooral een landbouwgebied, bekend onder meer door Hervekaas (een Europees beschermde oorsprongsbenaming) ook bekend als Limburgse kaas met zijn zeer doordringende geur, boter, cider, fruitteelt (m.n. appelen en peren), appelstroop (gedeeltelijk met peren gemaakt, ook wel Luikse stroop genoemd) en fijne vleeswaren. Daarnaast wordt er ook bier gebrouwen door de Brouwerij Val-Dieu die gevestigd is in een van de bijgebouwen van de voormalige Abdij van Val-Dieu.

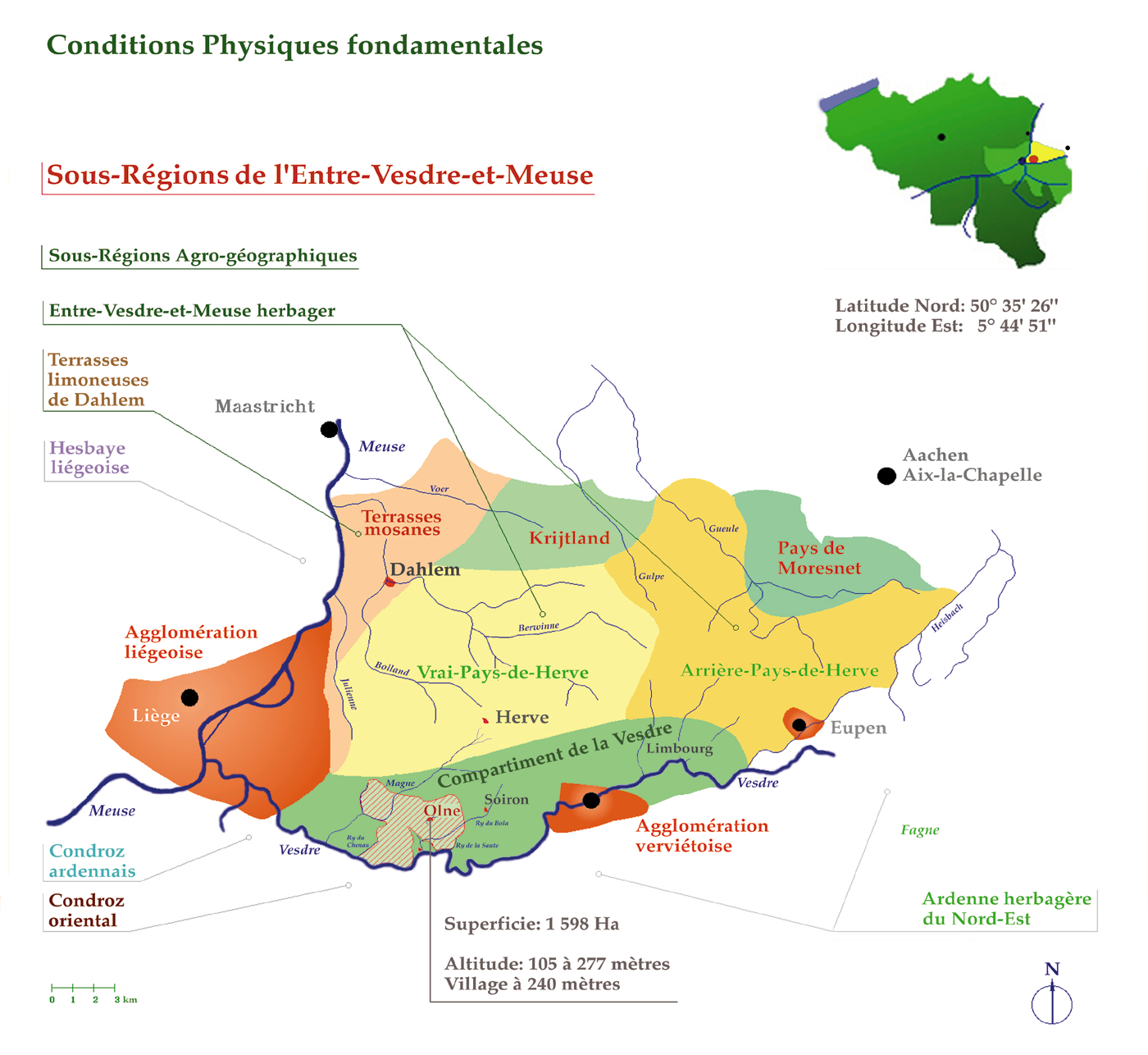
Geologische gebieden in het Land van Herve

## Dialecten

### Het Waals in het Land van Herve
De romaanse gemeenten van het Land van Herve behoren tot het Oost-Waals. Er is een onderscheid tussen het noordwesten, met Luikse invloeden, en het achterland met een “Limburgse” tongval zoals in Verviers. Deze varianten komen overeen met de grenzen van het vroegere Prinsbisdom Luik en het Hertogdom Limburg. Opvallend, en dit houdt verband met het landbouwsysteem, wordt een boer in het Land van Herve vatchelî genoemd (naar het Waals “vatche” (koe)), in tegenstelling tot het algemeen Waalse cincî, naar cince (hoeve).

### Hetplatt
In het noorden en oosten van het Land van Herve, zoals in de gemeenten Voeren, Aubel, Plombières (Blieberg) en Welkenraedt, blijft er een minderheid van mensen die het Oostlimburgs-Ripuarisch dialect praten of platt, een overgangsdialect tussen het Limburgs en het Ripuarische dialect van Aken-Keulen. Getuige hiervan zijn de vele toponymen en carnavals en theatergroepen zoals de Liebhaber Bühn in Gemmenich. Het platt was de algemene omgangstaal gedurende vele eeuwen maar gaat sterk achteruit, als gevolg van de verfransingspolitiek van de jonge Belgische staat na 1830, maar vooral ten gevolge van de Duitse gruweldaden in de streek tijdens het begin van de Eerste Wereldoorlog en de verplichte verduitsing en zware repressie tijdens de Tweede Wereldoorlog. Dit leidde ertoe dat de bevolking meer en meer de Franse taal ging gebruiken, symbool van het verzet tegen de bezetter.